# Комсомол (теплоход)
Теплоход «Комсомол» — первое советское судно, пострадавшее от фашистов (Средиземном море, 14 декабря 1936 г.). Во время гражданской войны в Испании «Комсомол» первым из советских судов прорвал фашистскую блокаду и доставил танки и вооружение.

## История

### Постройка «Комсомола» и его характеристики
Сухогрузный теплоход был построен в 1932 году на Северной судостроительной верфи им. А. А. Жданова в Ленинграде и принадлежал к серии из четырёх судов типа «Ким». Его предназначением являлась транспортировка груза по линии Ленинград — Одесса. С 1933 года теплоход был приписан к Одессе.
Длина судна составляла 121,2 м, ширина — 16,2 м, высота борта — 10 м, осадка — 7,5 м. Теплоход развивал скорость до 11,5 узлов. Водоизмещение равнялось 10 910 т, дедвейт — 7540 т, чистая грузоподъёмность — 6400 т. Имел шестицилиндровый дизельный двигатель мощностью 2700 л. с.; дальность плавания составляла 10 500 миль. Насыпная вместимость трюмов составляла 9648 м3.

### Первая поставка вооружения
17 июля 1936 года началась Гражданская война в Испании. Враждующими сторонами являлись Испанская Республика и «мятежники» — фашисты, поддерживаемые Германией, Италией и Португалией. Испанскую Республику поддерживало около 42 тысяч добровольцев из 54 стран, правительства Мексики и СССР.
6 сентября И. В. Сталин принимает решение о вмешательстве в конфликт, а 14 со стороны Советского Союза разрабатывается «Операция X» — план поставок военной помощи республиканцам.
«Комсомол» стал первым судном — участником этой операции. Осенью в порту Одессы он находился под погрузкой пшеницы. Планирующийся рейс был отменён; без каких-либо объяснений капитану корабля Георгию Мезенцеву было приказано выгрузить зерно и причалить на Феодосию. Прибыв, капитан получил секретное задание. Цель заключалась в доставке в Картахену 50 танков Т-26 с экипажами, бронемашин, пушек, топлива, боекомплектов и иной материальной помощи под видом перевозки обычного груза.
5 октября «Комсомол» вышел в открытое море и взял курс на Картахену. Вооружение предполагалось хранить в нижних трюмах под настилом, выше — продовольствие или ресурсы. 13 октября теплоход прибыл в место назначения и республиканцы с восторгом встречали экипаж.
Среди доставленных танкистов были Поль Арман, Николай Селицкий, Семён Осадчий удостоенные звания героя Советского Союза за бой под Мадридом, а также командир танкового отряда Семён Кривошеин.
На родине команда теплохода была награждена. Капитан Георгий Мезенцев был награждён орденом Ленина. 18 октября началось наступление на Мадрид. 28 числа в обороне приняла участие советская бронетехника; ещё через день начались боевые действия у деревни Сесения, в ходе которых советские лёгкие танки разгромили марокканскую кавалерию, затем, в 15 километрах от деревни, — батальон пехоты и итальянские танки.
Во второй рейс «Комсомола» в Испанию с экипажем судна отправился известный детский писатель Лев Кассиль.
В своём рассказе «Матч в Валенсии» Кассиль описал, какое уважение республиканцы проявляли к советским морякам после первой поставки. Экипаж судна был приглашён на последний футбольный матч между командами «Валенсия» и «Барселона», после которого игроки обеих команд отправлялись на фронт, а право первого удара по мячу было предоставлено капитану Георгию Мезенцеву.

### Помощь на протяжении войны
За всё время был произведён 51 рейс. Более пяти из них пришлось на долю «Комсомола», побывавшего в портах таких испанских городов, как Картахена, Барселона, Аликанте и Валенсия. Помимо него в перевозках участвовали «Курск», «Кубань», «Максим Горький», «Тимирязев», «Шахтёр», «Ташкент» и многие другие. 6 из них было конфисковано фашистами, ещё 3 — потоплено. На протяжении войны поддержка республиканцам составила свыше 500 тысяч единиц стрелкового оружия, 347 танков, 648 самолётов, 60 бронеавтомобилей, около 1500 артиллерийских орудий и миномётов, 4 подводных катера, доставленных испанским судном «Санто Томе», а также пищу, горючее, боеприпасы, амуницию и медикаменты.

### Последний рейс «Комсомола»
Поражение в битве за Мадрид подтолкнуло «мятежников» контролировать всю испанскую акваторию при поддержке флотов Германии и Италии.
5 декабря 1936 года «Комсомол» вышел из грузинского города Поти в бельгийский порт Гент с грузом марганцевой руды в своё последнее путешествие. Предполагалось, что рейс станет последним в году.
Вечером 13 декабря под британским флагом к судну приблизился итальянский крейсер и сигналами запросил информацию о содержимом груза и месте назначения. Получив ответ, отошёл.
На следующий день в сторону теплохода прогремел предупредительный залп из орудий испанского крейсера «Canarias», находящегося с правого борта от «Комсомола». Последовал сигнал «покинуть судно». Экипаж начал готовиться к эвакуации; в это время фашисты отправили шлюпку с вооружённой группой. Немецкий офицер, прибыв на борт, поставил караулы и организовал проверку теплохода. Не интересуясь грузом, они конфисковали корабельные и личные документы. Под угрозой расстрела экипажа последовал приказ явиться на «Канариас».
Команда из 36 человек погрузилась на шлюпку, последним из которых садился капитан Георгий Мезенцев. По прибытии моряков на крейсер их выстроили и подвергли досмотру. Вскоре «Канариас» расстрелял осмотренный корабль, а команда была отправлена на гауптвахту.

## Дата и место гибели судна
14 декабря 1936 года, зап. часть Средиземного моря, на траверзе Алжира (по другим данным: 36°39' с. ш., 0°15 в. д.).

## Судьба экипажа
При потере контакта с судном правительство СССР предположило гибель экипажа при обстреле судна. 14 декабря в 17 часов вечера удалось связаться с бельгийским пароходом «Президент Франк Жуи» — с него передали о возможном спасении моряков. Несмотря на это, информация о смерти стала официальной версией. 20 декабря в прессе появилась новость о потоплении теплохода; судьба людей выяснялась.
В казематах «Канариаса» они пробыли 8 дней, после чего пришло распоряжение о смертной казни. Несмотря на вынесенный смертный приговор, фашистский лидер Франсиско Франко сменил наказание на 30 лет лишения свободы. На суше команда пребывала в тюрьме города Пуэрто де Санта-Мария, где подвергалась побоям и допросам. Команде теплохода «Комсомол» пришлось пережить инсценровку расстрелов.
В апреле 1937 года представляющее Италию посольство в Москве сообщило о факте интернирования моряков на территории франкистской Испании. Начались длительные переговоры, в ходе которых Международной организацией Красного Креста были освобождены и доставлены во Францию первые 11 заключённых, включая капитана Мезенцева. В Советском Союзе об этом узнали 3 октября, а 17-го на теплоходе «Андрей Жданов» заключённые вернулись в Ленинград.
Все члены экипажа впоследствии были освобождены и вернулись в СССР. В ноябре были амнистированы ещё 18 человек, а оставшимся пришлось отбывать наказание почти 3 года. За проявленное мужество орденами и медалями были награждены капитан Георгий Мезенцев, старший механик Фёдор Дрен, будущий знаменитый писатель Иван Гайдаенко и многие другие.
После плена несколько моряков продолжили службу в гражданском флоте, а Владимир Подгорецкий, Василий Фомин, и Василий Титаренко записались добровольцами в 12-ю интернациональную бригаду и встали на оборону Мадрида. Штурман Дымченко поступил на службу в Военно-Морской Флот.

## Экипаж теплохода
Поимённый список 36 членов экипажа теплохода «Комсомол»:
1. Мезенцев Георгий Афанасьевич — капитан.
2. Кульберг Август Михайлович — 1-й пом. капитана.
3. Соловьев Эммануил Иосифович — ст. помощник.
4. Крамаренко Сергей Семенович — 2-пом. капитана.
5. Синицын Дмитрий Александрович — 4-й пом. капитана.
6. Павленко Назар Иванович — судовой врач.
7. Мартынюк Федор Михайлович — радист.
8. Дрен Федор Дмитриевич — ст. механик.
9. Евтушенко Николай Павлович — 2-й механик.
10. Климченко Георгий Несторович — 3-й механик
11. Ковальчук Иван Александрович — 2-й мех.
12. Галиченко Николай Васильевич — эл. механик.
13. Кричанский Михаил Семенович — моторист.
14. Васильев Вадим Флегмонтович — моторист.
15. Шнайдер Яков Натанович — матрос.
16. Носенко Дмитрий Митрофанович — моторист.
17. Вартанян Вартан Мкртычевич — моторист.
18. Вайчешвили Ираклий Ясонович — моторист.
19. Перлов Израиль Ефимович — моторист.
20. Сиренко Сергей Леонидович — моторист.
21. Коваленко Яков Романович — моторист.
22. Стефанов Иван Васильевич — моторист.
23. Медведев Николай Ильич — токарь.
24. Гасаненко. А. Г. — боцман.
25. Гайдаенко Иван Петрович — матрос.
26. Козуб Артем Иванович — матрос.
27. Науменко Виктор Гордеевич — моторист.
28. Шостак Константин Семенович — матрос.
29. Деменьев Виталий Васильевич — матрос.
30. Павленко Сергей Дмитриевич — матрос.
31. Кнутов Василий Никифорович — матрос.
32. Мельников Юзеф Семенович — матрос.
33. Дымченко Григорий Иванович — 3-й пом. капитана, в управлении Херсонского порта.
34. Пироженко Даниил Авраамович — старший повар.
35. Фоменко Мария Васильевна — дневальная.
36. Бацманова Татьяна Васильевна — буфетчица.

## Капитан «Комсомола»
Георгий Афанасьевич Мезенцев (25 мая 1903 — 28 октября 1976) — мореход, служивший в гражданском пароходстве и принявший участие в Испанской и Великой Отечественной войнах. Участвовал в обороне Новороссийска, Одессы, Севастополя и Кавказа.
Родился в семье печного мастера и домохозяйки, воспитывающих пятерых детей. Мезенцев был старшим. Когда ему было 13, умер отец, поэтому он стал ответственным за семью.
В 1919 г. самостоятельно плавает на моторно-парусной шхуне «Святая Елена», в следующем году поступает в Бердянское мореходное училище, которое не заканчивает из-за Гражданской войны и позже зачисляется в Одесское мореходное училище. Во время каникул 1921 года служит на теплоходе «Труд». В 1922 вступает в ряды флота РККА, где на военном корабле занимает должность старшего рулевого.
В 1923 он ходит в море на пароходах «Снег», «Ленин», «Новороссийск», «Севастополь», «Ф. Литке», «Кашалот», ледокол № 5 и множестве других. Через год заканчивает училище и поступает в Херсонский государственный морской институт (ныне Херсонская государственная морская академия). В 1933 становится вторым помощником капитана «Ильича» и старшим — на рефрижераторном судне «Днестр». В этом же году выпускается из института. В декабре 1935 назначается капитаном своего первого корабля — «Тимирязева». В 1936 едет на первый Всесоюзный слёт стахановцев, где получает в своё распоряжение «Комсомол» и отдаёт «Тимирязева» другому капитану.
В декабре 1937 года Мезенцев назначается начальником экспедиции на важное задание. Под его управлением буксиру «Тайфун» и транспортному судну «Харьков» было поставлено буксировать и сопровождать плавучий док № 1061 из Одессы в Петропавловск-Камчатский. Док перевозил катера «Чкалов», «Беляков» и две лихтерные баржи. Экспедиция, покинув Одессу, стартовала 30 марта 1938 года. Несмотря на многочисленные штормовые волны, встречавшиеся на протяжении маршрута, задание было выполнено успешно — 20 июня корабли увидели полуостров Камчатку. В итоге моряки прибыли в точку назначения на 20 дней раньше предполагаемой даты. Позже плавучий док использовался для починки судов союзников, доставлявших в СССР военную помощь во время Великой Отечественной войны.
С осени 1938 года Георгий Афанасьевич становится заместителем начальника Черноморского пароходства, в следующем году — начальником. На этой должности встречает Великую Отечественную войну. В июле 1941 года создаётся Черноморско-Азовское бассейновое управление (ЧАБУ), начальником которого снова назначают Г. А. Мезенцева. Корабли этого управления осуществляли снабжение Советской Армии техникой, топливом и продовольствием, проводили эвакуацию населения и перевозили раненых. С 1941 по 1942 годы он руководил поставками военного груза для обороны Одессы и Севастополя. С 1942 по 1944 ЧАБУ снабжает Советскую Армию под Сталинградом. В 1944 его переназначают на должность начальника Дальневосточного пароходства. Здесь целью становятся доставки стратегически важных грузов из США, оказавших влияние, в том числе, и на финальный этап войны — разгром Японии.

## Память о теплоходе
В 1936 году, когда экипаж теплохода находился в испанской тюрьме, по призыву трудящихся Испании, открыли сбор средств на постройку нового «Комсомола». Построить его смогли уже после Второй мировой войны. Новый «Комсомол» вышел в море 14 марта 1957 г.
О гибели судна писали Лев Кассиль и Алексей Толстой.
В 1937 году Леонид Утесов исполняет песню «Теплоход Комсомол».
В Одессе открыта мемориальная доска «капитану легендарного теплохода „Комсомол“ Мезенцеву Георгию Афанасьевичу», во Владивостоке есть мемориальная композиция, посвященная подвигу моряков теплохода «Комсомол».
В Государственном центральном музее современной истории России хранится модель теплохода «Комсомол». Модель была специально заказана для Музея революции в 1937 году у одесского Дома техники водного транспорта.